# Primer mariscal del Imperio
El primer mariscal del Imperio fue un rango militar establecido por el Parlamento italiano.
El título honorífico de primer mariscal del Imperio fue instituido el 30 de marzo de 1938 como homenaje a Benito Mussolini, por su victoria en la guerra de Etiopía, con la consecuente proclamación del Imperio italiano.
Fue el rango  más alto en el Ejército italiano; sólo se le concedió a Benito Mussolini y al rey Víctor Manuel III. El rango se abolió durante la Segunda Guerra Mundial. 

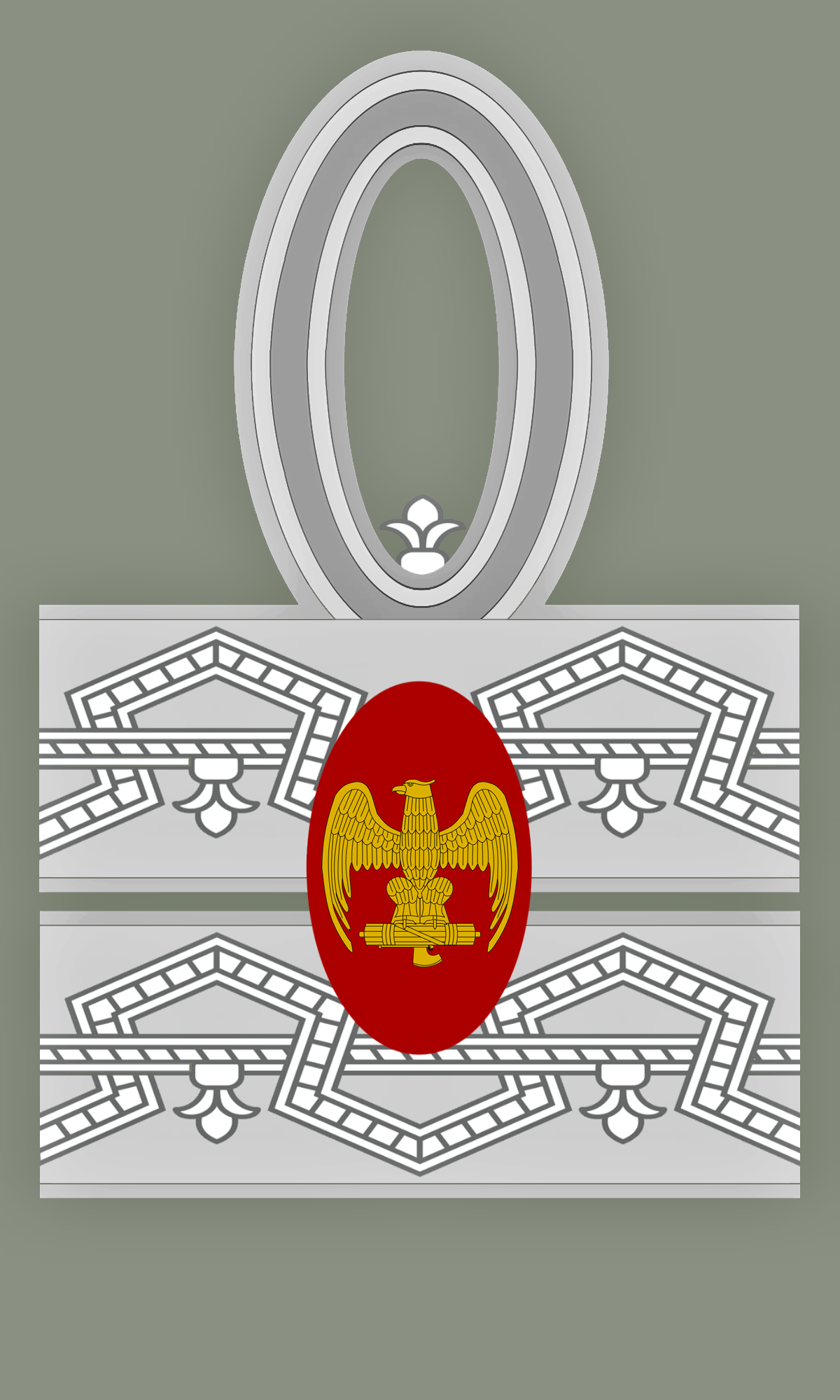
Insignia correspondiente al primer mariscal del Imperio.

La decisión de Mussolini de crear para sí mismo y para el rey de Italia un nuevo rango militar, originó una crisis entre él y el rey Víctor Manuel III, ya que, por primera vez en la historia de la Casa de Saboya, el primer ministro de Italia tendría un rango igual que el monarca, que daba al primer ministro la facultad de comandar las Fuerzas Armadas Italianas, que era un poder exclusivo del rey bajo las provisiones de Statuto Albertino.